# Histèria col·lectiva
La histèria col·lectiva, també denominada histèria de masses, psicosi col·lectiva o comportament obsessiu col·lectiu és el fenomen sociopsicològic que comprèn la manifestació dels mateixos o similars símptomes histèrics per més d'una persona. Una manifestació comuna d'histèria en massa ocorre quan un grup de persones creu que està sofrint una malaltia similar.

## Característiques
La histèria en massa comença normalment quan un individu cau malalt o histèric durant un període d'estrès. Després que aquest individu inicial mostri els símptomes, d'altres comencen a manifestar símptomes similars, generalment nàusees, debilitat muscular, atacs o mal de cap. Sovint, la visió de miracles religiosos s'atribueix a la histèria en massa. Avui en dia es prefereix utilitzar el terme reacció d'estrès col·lectiu per parlar de fenòmens d'aquest gènere. Els símptomes comencen i remeten ràpidament en un grup tancat i es donen més freqüentment en gent gran o adolescents.

## Casos cèlebres d'histèria col·lectiva
- Epidèmia de ball de 1518, on un grup de persones va començar a ballar sense poder aturar-se fins a la mort d'alguns dels components del grup
- Irish Fright, l'anomenada por irlandesa, on es va produir el pànic i els vilatans irlandesos van preparar-se massivament per resistir un invasor inexistent
- El cas del convent de Würzburg, on les monges van posar-se a cridar histèricament fins a l'execució d'una suposada bruixa
- Epidèmia de riure de Tanganyika, declarada en una escola femenina en 1962
- Incident de Hollinwell, amb tres-cents nens patint atacs de marejos en 1980 sense explicació mèdica